# Urs Viktor Heutschi
Urs Viktor Heutschi, auch Urs Heutschi (* 11. Januar 1843 in Balsthal; † 17. Dezember 1899 in Olten), war ein Schweizer Bankier und Politiker (Freisinn).

## Leben

### Familie
Urs Viktor Heutschi war der Sohn des Kolonialwarenhändlers Viktor Heutschi.
Er heiratete 1872 Rosalia (geb. Altenbach) (* 1850; † 10. Dezember 1931 in Muri bei Bern).

### Werdegang
Nach einer kaufmännischen Ausbildung war Urs Viktor Heutschi von 1869 bis 1871 Zeughausverwalter in Solothurn, bevor er von 1871 bis 1886 Hermann Dietler folgte, und als Regierungsrat der Liberalen die Leitung des Finanz- und zeitweise das Militärdepartement übernahm; sein Vertreter war Jakob Sieber, und gleichzeitig war Urs Viktor Heutschi Stellvertreter von Wilhelm Vigier, der das Department Forsten, Landwirtschaft, Polizei, Sanität und Irrenanstalt leitete. In dieser Zeit wurde er beauftragt, 1874 als Regierungskommissär, gemeinsam mit den Benediktinern des Klosters Mariastein die Übergabe von deren Vermögen zu verhandeln. Der solothurnische Regierungsrat hatte beschlossen, dem Kloster das Vermögen zu entziehen, und dieses an den Kantonsrat Albert Jäggi (1838–1920) und den Notar Josef Schenker zu übergeben.
Bereits 1873 war er als Regierungsrat von der Regierung von Solothurn beauftragt worden, eine Erbschaft im Wert von 200'000 Schweizer Franken für die Diözese Basel zu sichern, nachdem der dortige Bischof Eugène Lachat begonnen hatte, das Geld eigenmächtig auszugeben. In Anwesenheit „des Domcapitels und der Priester erklärte Staatsrath Heutschi dem Herrn Bischof, daß er nach dem Befehl der Regierung seine Wohnung freiwillig oder gewaltsam zu verlassen habe“.
1878 zog er Kritik auf sich, weil er zusammen mit dem Baumeister Propst in Rahmen der Verwaltung des Klosters Mariastein Reisekosten in Höhe von 3'876 Schweizer Franken verursacht hatte.
Sein Nachfolger als Regierungsrat wurde Rudolf von Arx.
Von 1876 bis 1884 war er Direktor der Zinstragenden Ersparniskasse Solothurn (heute UBS) und von 1886 bis zu seinem Rücktritt 1887 Direktor der neu gegründeten Solothurner Kantonalbank.
Er war von 1871 bis 1886 im Verwaltungsrat der Solothurner Bank und von 1878 bis 1886 Präsident des Verwaltungsrats der Hypothekarkasse Solothurn.
1888 plante das Finanzdepartement, dass Urs Viktor Heutschi anfangs als Adjunkt und später als Direktor die Leitung des Alkoholamtes übernehmen solle; seinen Dienst trat er am 20. September 1888 jedoch nicht an.
Von 1888 bis 1898 war er Direktor einer Uhrenfabrik in Moutier und wurde 1899 Bürochef der Schweizerischen Kohle- und Elektrodenfabrik Olten.
Urs Viktor Heutschi wurde 1883 zum Oberstleutnant in der Infanterie befördert und war seit 1893 Oberst.

### Politisches Wirken
Mehrfach wurde Urs Viktor Heutschi zum Landammann gewählt. In dieser Funktion setzte er sich „für die Stärkung der Wehrkraft und die freiheitlichen Fortschritte“ ein. Vom 9. März 1885 bis 1. Februar 1886 war er freisinniger Solothurner Nationalrat.

### Solothurner Bankenkrach
An dem Solothurner Bankenkrach, den Wilhelm Vigier verantwortete, war Urs Viktor Heutschi mitschuldig, weil er Unkorrektheiten seiner Freunde, unter anderem Jakob Sieber, gedeckt und selbst Fehler begangen hatte, worauf sein Rückzug aus allen politischen Ämtern erfolgte. Nachdem im April 1887 seine vorübergehende Verhaftung erfolgt war, wurde ihm im Mai durch Nationalrat Simon Kaiser in der Öffentlichkeit der Vorwurf gemacht, die vollste Verantwortung zu tragen.
1888 wurde durch den Kantonsrat beschlossen, beim Bundesgericht durch Friedrich Meili Zivilklage auf Ersatz der bei der Firma Roth & Komp. erlittenen Verluste, die über eine Million Schweizer Franken betrugen, unter anderem gegen Urs Viktor Heutschi zu erheben. Die Klage wurde 1892 abgewiesen.

## Mitgliedschaften
Urs Viktor Heutschi war Präsident Kantonalschützenvereins und der Stadtschützengesellschaft in Solothurn.
Beim dritten deutschen Bundesschießen in Wien gewann er am 27. und 28. Juli 1868 einen Becher beim Schießen auf die Standscheibe.